# From (SQL)
Een FROM-clausule in SQL wordt gebruikt voor een DML-statement. Een FROM-clausule is een veelgebruikte instructie binnen een SELECT, UPDATE of DELETE-opdracht.

## Voorbeelden
De volgende query toont alleen de rijen in de tabel 'verkoop' waarbij de waarde in kolom 'prijs' groter is dan 100.
```
 
SELECT
 
*

 
FROM
 
verkoop

 
WHERE
 
prijs
 
>
 
100
;

```

Verwijderen van alle regels in de tabel 'verkoop' waarbij kolom 'prijs' de inhoud NULL heeft:
```
 
DELETE

 
FROM
 
verkoop

 
WHERE
 
prijs
 
IS
 
NULL
;

```